# Pinnaspis boehmeriae
Pinnaspis boehmeriae är en insektsart som beskrevs av Takahashi 1957. Pinnaspis boehmeriae ingår i släktet Pinnaspis och familjen pansarsköldlöss. Inga underarter finns listade i Catalogue of Life.